# Marko Semren
Marko Semren OFM (ur. 19 kwietnia 1954 w Bili) – bośniacki duchowny katolicki, franciszkanin, biskup pomocniczy diecezji Banja Luka w latach 2010-2024.   

## Życiorys
Urodził się w miejscowości Bila w Bośni i Hercegowinie. W 1973 roku wstąpił do nowicjatu zakonu franciszkanów. Studiował filozofię i teologię w instytucie franciszkańskim w Sarajewie. W latach 1974–1975 odbył obowiązkową służbę wojskową. Śluby wieczyste złożył 13 kwietnia 1980, a 29 czerwca 1981 przyjął święcenia kapłańskie. Następnie kontynuował studia na papieskim uniwersytecie „Antonianum” w Rzymie, gdzie w 1986 uzyskał tytuł doktora duchowości franciszkańskiej. Pełnił funkcję magistra nowicjatu i ojca duchownego, proboszcza i gwardiana w konwencie franciszkańskim w Gorycja – Livno. Wykładał w instytucie teologicznym w Sarajewie. 15 lipca 2010 mianowany przez papieża Benedykta XVI biskupem pomocniczym Banja Luki, otrzymując jako tytularną diecezję Abaradira. 18 września 2010 otrzymał sakrę biskupią z rąk biskupa Franjo Komarica, a współkonsekratorami byli kardynał Vinko Puljić i arcybiskup Alessandro D’Errico. 15 lipca 2024 papież Franciszek przyjął jego rezygnację z urzędu biskupa pomocniczego Banja Luki. 